# Roumagne
Roumagne é uma comuna francesa na região administrativa da Nova Aquitânia, no departamento Lot-et-Garonne. Estende-se por uma área de 10,62 km². Em 2010 a comuna tinha 542 habitantes (densidade: 51 hab./km²).